# Burgomillodo
Burgomillodo es una localidad española del municipio de Carrascal del Río, perteneciente a la provincia de Segovia, en la comunidad autónoma de Castilla y León. Tiene una población de 7 habitantes (INE 2022).

## Geografía
En sus cercanías se localiza el embalse de Burgomillodo en el río Duratón y el despoblado prerromano y romano de Los Muladares.

## Historia
El territorio es repoblado durante la Reconquista por la Comunidad de Villa y Tierra de Sepúlveda, quedando encuadrada dentro del Ochavo de las Pedrizas y Valdenavares.
Hacia mediados del siglo XIX, el lugar, por entonces con ayuntamiento propio, tenía contabilizada una población de 48 habitantes. La localidad aparece descrita en el cuarto volumen del Diccionario geográfico-estadístico-histórico de España y sus posesiones de Ultramar de Pascual Madoz de la siguiente manera:

BURGO MILLODO: v. con ayunt. de la prov. y dióc. de Segovia (10 leg.), part. jud. de Sepúlveda (3), aud. terr. y c. g. de Madrid (24): sit. á la orilla del r. Duraton, le combate en general el viento E., y su clima es propenso á dolores de costado. Tiene 12 casas de mala construccion, una fuente mineral titulada del Yerro, un molino, un batan, y una igl. parr. (San Fructuoso) servida por un cura párroco do presentacion del diocesano; hay en los afueras 2 ermitas (San Valentin y Sta. Eugenia). Confina el térm. N. Carrascal y el valle de Tabladillo; E. Hinojosa, y S. y O. con los comunes de v. y tierra de Sepúlveda. El terreno en su mayor parte es pedregoso; hay un poco dé vega y un monte de enebro. El ya mencionado Duraton pasa por el pueblo, es abundante de agua y tiene un puente de madera muy mal construido. caminos: los de pueblo á pueblo en mal estado: el correo se recibe de Sepúlveda por un vec. los jueves de cada semana, y sale los mismos dias. prod.: trigo, centeno y cebada; mantiene ganado lanar y mular, hay pesca de barbos y anguilas. ind.: un molino con 2 piedras y un batan de telas bastas. comercio: esportacion de lo sobrante é importacion de los art. de que carece la v. pobl.: 13 vec., 48 alm. cap. imp.: 15,943 rs. contr.: segun el cálculo general y oficial de la prov.: 20,72 p§. El presupuesto municipal asciende á 436 rs. con 6 mrs., y se cubre por reparto vecinal.
(Madoz, 1849, p. 514)

## Demografía
| 8             | 7 | 7 | 7 | 11 | 11 | 13 | 7 | 7 | 6 | 6 | 7 | 5 |
| (Fuente: INE) |   |   |   |    |    |    |   |   |   |   |   |   |

## Patrimonio
En Los Muladares se localizaron restos de un poblado indígena romanizado y de una villa romana y que no está señalizado.

## Fiestas
- San Frutos, el 25 de octubre. Se realiza una romería desde la plaza del pueblo hasta la iglesia de San Frutos, a través de las hoces del Duratón, siendo un evento de gran interés cultural y geológico. La romería consiste en una misa y el típico baile popular de Segovia, la jota, como ofrenda al santo.
- Virgen del Carmen, el 16 de julio.